# 엔스

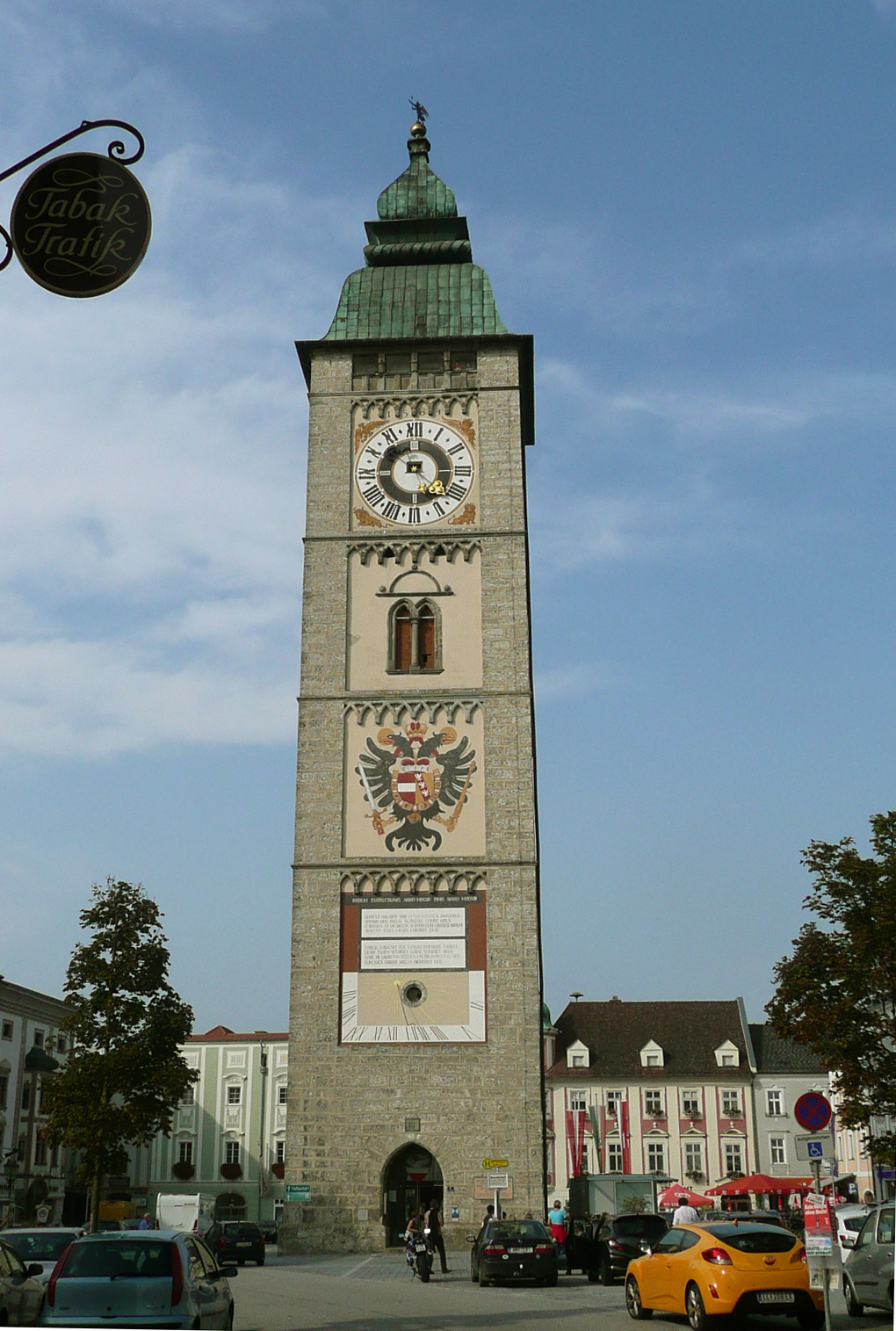
엔스

엔스(독일어: Enns)는 오스트리아 오버외스터라이히주에 위치한 도시로 면적은 33.27km2, 높이는 281m, 인구는 11,736명(2016년 6월 14일 기준), 인구 밀도는 350명/km2이다. 엔스강과 접하며 니더외스터라이히주와의 경계 지점에 위치한다.
1212년 4월 22일 오스트리아의 레오폴트 4세 공작에 의해 도시법에 의한 도시 지위를 부여받았다. 신성 로마 제국의 막시밀리안 2세 황제 시대였던 1564년부터 1568년까지 이 곳에 위치한 중앙 광장에 종탑, 시계, 시계탑이 건설되었다.

## 인구
| 연도 | 인구   | ±%     |
| ---- | ------ | ------ |
| 1869 | 5,624  | —      |
| 1880 | 5,733  | +1.9%  |
| 1890 | 6,001  | +4.7%  |
| 1900 | 5,552  | −7.5%  |
| 1910 | 5,799  | +4.4%  |
| 1923 | 5,630  | −2.9%  |
| 1934 | 6,679  | +18.6% |
| 1939 | 7,419  | +11.1% |
| 1951 | 8,446  | +13.8% |
| 1961 | 8,919  | +5.6%  |
| 1971 | 9,678  | +8.5%  |
| 1981 | 9,728  | +0.5%  |
| 1991 | 10,190 | +4.7%  |
| 2001 | 10,611 | +4.1%  |
| 2011 | 11,275 | +6.3%  |